# Barrantes (Tomiño)
Barrantes (oficialmente San Vicente de Barrantes) es una parroquia del municipio pontevedrés de Tomiño, en Galicia, España. Según el IGE, la parroquia tenía 862 habitantes, 447 varones y 415 mujeres, repartidos en los siguientes núcleos y entidades de población:
- Cristelos
- O Freixoal
- A Gándara
- Luneda
- O Mosteiro
- O Pazo
- Solvado
- Vilachán do Monte